# Derech Erez Zuta
Derech Erez Zuta (auch Derekh Erets Suta und weitere Schreibungen, hebr. מסכת דרך ארץ זוטא) ist ein so genannter außerkanonischer Traktat des babylonischen Talmuds und wird gewöhnlich in dessen Anhang hinter der Ordnung Nesiqin abgedruckt.
Es handelt sich um eine nach 300 entstandene, zumeist anonym formulierte Maximensammlung, die zu Bescheidenheit und Selbstprüfung aufruft.
Das letzte Kapitel (Kapitel 10, aus anderer Quelle, deutlich später) ist eschatologisch.
Derech Erez (Weg des Landes) bedeutet in Hartwig Wesselys Konzept zur Reform des jüdischen Schulwesens Orientierung an den Gesetzen der Natur und der menschlichen Vernunft.